# Ambystoma rosaceum
El ajolote rosado o ajolote tarahumara, también conocido como salamandra de la Sierra Madre Occidental o salamandra tarahumara (Ambystoma rosaceum) es una especie de salamandra de la familia Ambystomatidae, del orden Caudata (salamandras, ajolotes y parientes). Su hábitat natural son los bosques templados, los montanos húmedos tropicales o subtropicales, las praderas tropicales o subtropicales a gran altitud, los ríos, marismas de agua dulce, tierras de pastos y estanques.
Es de tamaño mediano, una vez metamorfoseado el adulto llega a medir hasta 85 mm de longitud hocico-cloaca y 152 mm de longitud total. Coloración café oscura con pequeños puntos blancos o amarillos; vientre color café a crema. La especie presenta dimorfismo sexual. La presencia del grupo en la naturaleza puede ser indicador de buenas condiciones ambientales. Este ajolote forma parte de la dieta de algunas serpientes.
La especie es endémica de México y se distribuye en la Sierra Madre Occidental. Actualmente, se extiende desde el noreste de Sonora hasta el occidente de Zacatecas, incluidos Chihuahua, Durango, Jalisco, Nayarit, Sinaloa y Aguascalientes, a una altitud de 1,000 a 3,110 m s. n. m. Los adultos terrestres viven en bosques de pino-encino, pino, bosques de abetos y pastizales en elevaciones altas.
Está amenazada de extinción debido a la destrucción de su hábitat. Se requiere de una mejor protección del hábitat de este ajolote en toda su distribución y de proyectos locales de educación ambiental. En México, la NOM-059-SEMARNAT-2010 considera a la especie como sujeta a protección especial (Pr) y la UICN 2019- como especie de preocupación menor. Los peces depredadores introducidos son uno de los problemas que amenazan a este ajolote; además, la expansión de la agricultura podría representar una amenaza importante.